# Gli amori pastorali di Dafni e Cloe
Gli amori pastorali di Dafni e Cloe (in greco antico: Ποιμενικὰ τὰ κατὰ Δάφνιν καὶ Χλόην, riferito anche con titolo abbreviato I pastorali (di Longo), in greco (Λόγγου) Ποιμενικά e in latino (Longi) Pastoralia; in italiano pubblicato anche col titolo Le avventure pastorali di Dafni e Cloe o, più semplicemente, Dafni e Cloe, Δάφνις καὶ Χλόη) è un romanzo greco, scritto probabilmente nel III secolo d.C., unica opera nota del romanziere Longo Sofista. Il romanzo si articola in quattro libri.

## Composizione
Vari elementi permettono di attribuire l'opera alla prima metà del III secolo. Sono stati portati argomenti per restringere la data di composizione agli anni tra il 235 e il 238.

## Trama

### Libro primo
La vicenda si svolge nelle campagne di Mitilene, sull'isola di Lesbo, città di cui Longo, all'inizio dell'opera, compie una breve descrizione prima di passare a descrivere l'azione. Il capraio Lamone, seguendo una capra che si allontanava dal pascolo, scopre un neonato esposto con abiti regali che la capra stava allattando e decide di prenderlo con sé e di chiamarlo Dafni. Due anni dopo, il pastore di pecore Driante, seguendo una capretta in un santuario delle Ninfe, riviene una bambina con abiti regali, abbandonata, e decide anch'egli di prenderla con sé e chiamarla Cloe. Driante e Lamone, consci della nobiltà dei due fanciulli, tentano di offrir loro la miglior educazione possibile (insegnando loro a leggere e a scrivere) finché entrambi non fanno lo stesso sogno: un fanciullo colpisce insieme, con un solo dardo, Dafni e Cloe e ordina che divengano uno pastore di capre, l'altra di pecore. Così i due cominciano a insegnar loro il mestiere di pastori.
Gestendo due pascoli vicini, durante la loro infanzia Dafni e Cloe s'incontrano spesso. Accade poi che, nel vano tentativo di catturare una lupa che stava tormentando i pascoli, i pastori decidano di costruire dei profondi fossati mimetizzati con del terriccio e, inseguendo un caprone, Dafni cade accidentalmente in uno di questi fossati. Dafni resta illeso e chiede aiuto per uscire dal fossato. A soccorrerlo arriva il bovaro Dorcone e Cloe stessa, che si scioglie la fascia che le regge il seno per creare una fune con cui aiutare Dafni. Rimasto sporco di terra, Dafni si spoglia nudo e va a lavarsi alla fonte delle ninfe mentre Cloe, ammirandone il corpo, s'innamora di lui.
Cloe ascolta anche Dafni suonare la zampogna e comincia a provare i sintomi dell'amore: insonnia, mancanza di fame, instabilità dell'umore, pallore e rossore improvviso, disinteresse per le altre bellezze della vita che giudica nulla in confronto a Dafni. Nel frattempo, anche Dorcone s'è innamorato di Cloe arrivando a scontrarsi con Dafni, cui rivolge vari insulti cui Dafni risponde argutamente. Al termine del confronto, Cloe bacia Dafni che cade anche lui nei sintomi dell'amore. Dorcone nel frattempo non si arrende e va da Driante, padre adottivo di Cloe, tentando di corromperlo con doni e promesse in cambio della mano di sua figlia. Non volendo incorrere nell'ostilità della figlia, Driante rifiuta. Dorcone allora si traveste con una pelle di lupo e si nasconde nelle fratte per aggredire e violentare Cloe, ma i cani a guardia delle pecore sentono l'odore della pelle di lupo e cominciano a morderlo ferocemente, tanto che Dorcone si vede costretto a chiedere aiuto a Dafni e Cloe i quali, dopo averlo salvato, lo riaccompagnano a casa, credendo che con il suo travestimento volesse solo fare uno scherzo ai pastori.
Durante uno dei loro incontri, d'estate, mentre Dafni elogia la bellezza di Cloe, una cicala in fuga da una rondine si nasconde tra i seni della ragazza, dando al ragazzo un pretesto per afferrarla e tirarla fuori con la mano. Dafni racconta a Cloe una novella popolare sull'origine della colomba: essa era in origine una fanciulla battuta in una gara di canto da un ragazzo cui aveva dovuto cedere; per questo otto delle sue mucche passarono al ragazzo ed ella, molto addolorata dalla sconfitta, pregò gli dei di trasformarla in una colomba.
D'autunno dei pirati razziano le campagne di Militene e rapiscono Dafni. Cloe, resasi conto della sua scomparsa, si reca da Dorcone per chiedere aiuto, ma costui è in fin di vita per le percosse ricevute dai pirati. Il bovaro le regala la zampogna con cui dirigere le mandrie e chiede a Cloe un ultimo bacio, che gli viene concesso immediatamente prima della sua morte. Cloe quindi usa la zampogna per guidare le mucche, che si gettano tutte insieme in mare, creando un'onda anomala che travolge la nave pirata e la rovescia. I pirati, appesantiti dalle armi, muoiono annegati, ma Dafni, che ancora girava seminudo per il calore, riesce facilmente a spogliarsi e arrivare a riva appendendosi alle corna delle mucche, ottime nuotatrici. Dopo aver sepolto Dorcone, i due fanno un bagno purificatore alla fonte delle Ninfe ed è la prima volta che Dafni vede il corpo nudo di Cloe.

### Libro secondo
All'inizio del secondo libro, viene introdotto il personaggio di Fileta, un vecchio che racconta ai due giovani di aver ricevuto l'apparizione di Eros, che viene descritto come il più potente e antico degli dei e gli parla di Dafni e Cloe. Fileta consiglia ai due di non opporsi a Eros, e dice che gli unici rimedi all'amore sono il bacio, l'abbraccio ed il giacere nudi assieme. I due provano ad applicare questi metodi, ma il pudore li spinge a non dormire nudi insieme.
La narrazione ora si sposta a raccontare di alcuni giovani della città di Metimna che si muovono lungo la costa, attraccando nei villaggi per divertirsi e che, giunti a Mitilene, lanciano i cani alla caccia della selvaggina. I cani spaventano le capre, le quali fuggono vicino al mare e alcune riescono ad arrivare sulla nave e a mangiare la corda e le vele, lasciandola in balia delle onde. I giovani, persa la nave e le ricchezze in essa contenute, se la prendono con Dafni e lo malmenano finché la folla non li separa e la questione viene affidata al giudizio del saggio Fileta. I giovani accusano Dafni di aver causato la deriva della nave, mentre Dafni si discolpa dicendo che la responsabilità è dei cani e del mare agitato, e Fileta gli dà ragione. I giovani non si rassegnano e provano ad aggredire Dafni, ma vengono malmenati e respinti.
I Metimnesi ritornano nella periferia della loro città sostenendo di essere stati aggrediti dai Mitilenesi, e quindi decidono di armare dieci navi per razziare i campi di Mitilene e rapiscono anche Cloe, che invano aveva provato a nascondersi nel santuario delle ninfe. Compreso l'accaduto, Dafni accusa le Ninfe che, nonostante la venerazione di Cloe, non sono riuscite a proteggerla dagli aggressori. Le Ninfe, apparse in visione, dicono però a Dafni di non aver abbandonato Cloe, ma di aver lasciato la questione al dio Pan. E infatti sul calar della notte, sulla nave ammiraglia della flotta di Metimna avvengono vari prodigi: la terra brucia di lampi, si sente l'arrivo di una flotta navale inesistente, le pecore cominciano a ululare come lupi, i remi messi in mare si spezzano, non si riesce a sollevare l'ancora, le bestie marine in agitazione attaccano la nave ferma, diversi uomini si accasciano a terra o vengono feriti da una forza misteriosa e dappertutto risuona un guerresco rumore di flauto.
Infine Pan appare al capitano della nave e gli promette salvezza solo in cambio della restituzione di Cloe (sulla nuca della quale sono apparse fronde di pino) e delle sue greggi e così avviene. Così Cloe torna da Dafni e il gruppo comincia a fare sacrifici in onore delle Ninfe e di Pan a cui si unisce anche Fileta. Durante la festa, Lamone racconta la storia del flauto: in principio questo strumento era una ragazza di cui Pan si era invaghito e che lei aveva respinto, Pan allora la insegue ma la ragazza si nasconde nelle canne vicine a un fiume che Pan taglia, scoprendo che la ragazza si è trasformata in una di esse e allora crea uno strumento unendo canne di lunghezza diseguale, come diseguale era stato l'amore tra lui e lei.
Dopodiché Fileta dà prova della sua grande abilità a suonare con la siringa e poi a esibirsi è Driante che esegue un mimo delle attività della vendemmia. Infine, Dafni (nel ruolo di Pan) e Cloe (nel ruolo di Siringa) fanno una rappresentazione mimica del racconto di Lamone, al termine del quale Dafni suona il flauto tanto bene da essere designato suo erede da Fileta. Poco tempo dopo, Dafni giura su Pan che non abbandonerà mai Cloe e la ragazza giura sulle Ninfe che farà lo stesso con Dafni e successivamente dice al ragazzo di non giurare sull'incostante e fedifrago Pan, ma sul gregge e sulla capra che lo ha allattato che non l'avrebbe mai abbandonata, ma che l'avrebbe uccisa se lei gli fosse divenuta infedele.

### Libro terzo
Il libro si apre con gli abitanti di Mitilene che hanno scoperto l'incursione dei Metimnesi e che hanno messo insieme un esercito di tremila fanti e cinquecento cavalieri per conquistare la città nemica. Ma prima della battaglia, un ambasciatore da Metimna propone la pace in cambio della restituzione delle merci razziate, cosa che viene accettata.
Sopraggiunge quindi un inverno alquanto rigido, con la neve che ricopre la terra e costringe a casa contadini e pastori con gran dolore di Dafni e Cloe che non possono vedersi. Dafni lascia però casa con il pretesto di andare a cacciare uccelli e si reca di fronte alla porta di Cloe, ma non sa come entrare senza risultare inopportuno per i genitori di lei e s'immagina anche una serie di possibili giustificazioni e le risposte che esse potrebbero comportare. Per sua fortuna, uno dei cani di Driante, rubato un pezzo di carne, esce dalla casa e il suo padrone, mentre lo insegue, vede Dafni e lo invita ad entrare e poi a trattenersi in vista di un sacrificio a Dioniso che avrebbero fatto il giorno seguente.
Con l'arrivo della primavera, comincia la stagione degli amori tra gli animali e Dafni propone a Cloe di fare quello che fanno loro, ma per pudore e inesperienza, i due non riescono a far nulla. A vederli in questa situazione è Licenio, una donna di città innamoratasi di Dafni e riesce, il giorno seguente, a separare Dafni da Cloe, chiedendo aiuto per salvare una sua oca rapita da un'aquila. Dafni si reca in suo aiuto mentre Cloe resta a badare alle capre e, una volta soli, Licenio ha un rapporto sessuale con Dafni, insegnando al ragazzo cosa deve fare con Cloe. Dafni comunque decide di non avere subito un rapporto con Cloe per evitare di farle male.
Successivamente, Dafni e Cloe sentono l'eco prodotto dal canto dei marinai entrati con la barca in un'insenatura e Dafni racconta a Cloe il mito di Eco: essa era una ragazza figlia di un mortale e di una Ninfa, abilissima nel canto, ed evitava l'amore in quanto amante della propria verginità e così Pan, invaghitosi inutilmente di lei, la punì instillando la pazzia nella mente dei pastori che la fecero a pezzi. La dea Terra, per volere delle Ninfe, seppellì le membra della ragazza e ne assimilò l'abilità nel canto in modo che ripeta ciò che risuoni sopra di essa.
Il rapporto tra Dafni e Cloe, con l'arrivo dell'estate, si fa sempre più intenso e i due arrivano a dormire nudi insieme, ma Dafni ancora evita il rapporto sessuale. Nel frattempo, intorno a Cloe sorge una schiera di pretendenti che cominciano a portare doni e a far promesse a Driante in cambio della mano di sua figlia e, sotto pressione, Cloe rivela il fatto a Dafni, che si dispera e lo rivela a sua volta ai suoi genitori adottivi.
Lamone crede sia meglio mettersi alla ricerca dei veri genitori di Dafni in modo da ricevere ricompense, mentre Mirtale dice a Dafni di provare a convincere Driante senza dote (giacché la famiglia è povera) e crede così di aver evitato un possibile matrimonio. Ma le Ninfe, apparse a Dafni, gli mostrano il luogo dove si trova una borsa contenente tremila dracme, caduta sulla spiaggia dalla nave dei giovani di Metimna, poi naufragata sugli scogli. Dafni recupera la borsa, si reca ad avvertire Cloe e poi la consegna a Driante come dote per Cloe, a patto che Driante stesso non dica nulla in riguardo al denaro. Così Driante va da Lamone sostenendo che, pur avendo ricevuto doti maggiori, preferisce dare sua figlia a Dafni, che le è rimasto accanto fin dall'infanzia. Lamone è d'accordo ma, non essendo il padre della ragazza, preferisce che le nozze vengano decise dal suo padrone, che a breve sarebbe arrivato dalla città e inoltre Lamone avverte Driante che Dafni è di condizione superiore alla sua e il pastore comincia a pensare che il ragazzo possa aver subito la stessa sorte di Cloe. Nel finale del libro, Dafni raccoglie per Cloe una mela bellissima, che i raccoglitori non riuscivano a cogliere da un melo che avevano spogliato.

### Libro quarto

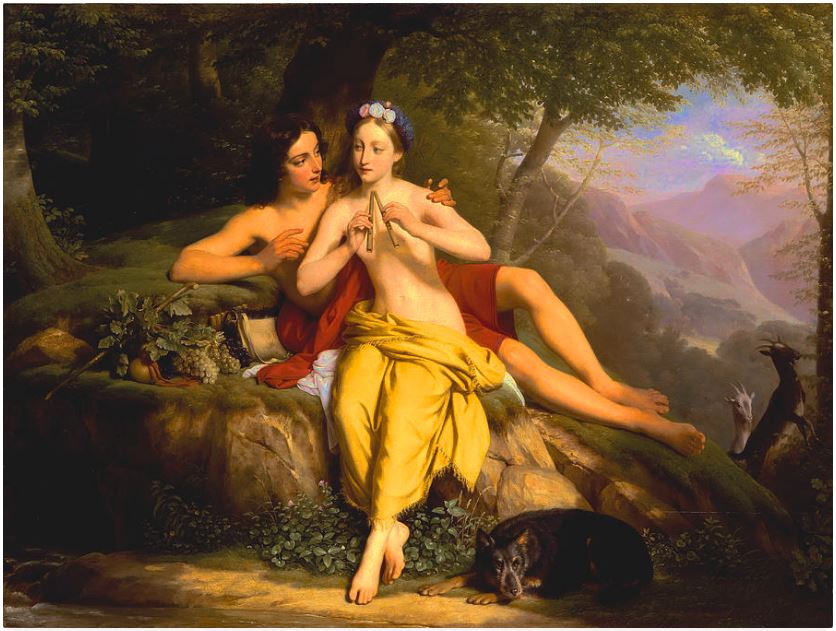
Louise Marie-Jeanne Hersent-Mauduit, Dafni e Cloe

Il libro quarto si apre con l'annuncio dell'arrivo a breve di Dionisofane, padrone di Lamone, e della descrizione del bellissimo giardino di quest'ultimo, contenente un gran numero di fiori e alberi di tutte le specie e un tempio di Dioniso, adornato proprio in vista dell'arrivo del padrone. Nel frattempo, per questa visita che molto impensierisce Cloe, sia lei che Dafni si dànno un gran da fare per curare le capre.
Accade però che, un certo Lampi, bovaro invaghitosi di Cloe, decide di distruggere il giardino, credendo così che il padrone avrebbe dato la colpa a Lamone e Dafni, impedendo a quest'ultimo di sposarsi con Cloe. Lamone, di fronte ai fiori distrutti, si dispera, accusando persino Dioniso di non averli protetti. Arriva però in campagna Astilo, figlio di Dionisofane, insieme al suo parassita Gnatone e Lamone implora loro di salvarlo dall'ira di Dionisofane. Astilo accetta e dice che, davanti al padre, dirà che i fiori sono stati calpestati dai loro cavalli imbizzarriti. Dopodiché Astilo e Gnatone si danno ai bagordi e il parassita, omosessuale, s'invaghisce di Dafni e prova a convincerlo ad avere un rapporto sessuale con lui. Dafni si rifiuta, sostenendo che un rapporto del genere sia innaturale. Gnatone prova quindi ad aggredirlo, venendo respinto.
Arrivano quindi Dionisofane con sua moglie Clearista e relativi servitori e Cloe, impaurita dall'arrivo di tanta gente, si allontana nel bosco. Lamone invece elogia davanti al padrone le abilità di Dafni e costui dà prova di saper ammansire o mettere in allarme il gregge con il flauto. Nel frattempo, Gnatone torna da Astilo pregandolo di chiedere a Lamone di concedergli Dafni come schiavo. Dafni, scoperta la notizia, minaccia di suicidarsi se fosse costretto a diventare schiavo dei due.
Lamone capisce che l'unico modo per salvare Dafni è mostrare la sua origine nobiliare e così, quando Astilo e suo padre vengono a chiedergli Dafni come schiavo, racconta loro la storia del ritrovamento ed espone i segni di riconoscimento che il bambino aveva con sé. Dionisofane però riconosce i segni e dice che erano gli stessi con cui lui espose suo figlio, quindi capisce che Dafni è suo figlio. Astilo corre quindi da quello che ha scoperto essere suo fratello ma Dafni, credendo che lo stia inseguendo per reclamarlo come schiavo, fugge via fino a giungere in prossimità di una rupe, ma, poco prima che si suicidi, Astilo riesce a confidargli la verità. Dafni torna indietro e ascolta il racconto del suo vero padre: egli aveva avuto tre figli prima di Dafni e così decise di esporlo, ma poi i suoi primi due figli morirono, lasciandolo solo con il terzogenito Astilo. Quindi Dionisofane decide che darà gran parte della sua eredità a Dafni e chiede scusa per questo ad Astilo e inoltre si scusa con Dafni per averlo esposto e invita i due fratelli alla concordia.
Dafni a quel punto vuole tornare dalle capre, ma Dionisofane, ridendo, gli dice che, essendo divenuto il padrone della tenuta, non ha più bisogno di fare da capraio. Durante un successivo festoso banchetto, Dafni consacra a Pan e alle ninfe i suoi oggetti da lavoro e si separa da essi e dalle capre. Cloe nel frattempo si è risentita del fatto che Dafni non stia più con lei e che abbia abbandonato le capre su cui aveva giurato il suo amore e che non abbia ancora fatto pubblico accenno al loro matrimonio e teme che egli non la ami più, arrivando a meditare il suicidio, ma nel frattempo Lampi la rapisce, ritenendo che Dafni non verrà più a chiederla per sé.
Quando Dafni lo viene a sapere si dispera, ma nel frattempo a recuperarla va Gnatone che picchia Lampi e riporta Cloe dal ragazzo. Così Dafni chiede scusa a Cloe per averla trascurata e si riappacifica con Gnatone. Successivamente anche Driante, nonostante le resistenze di Cloe, confessa a Dionisofane del ritrovamento e gli mostra i segni di riconoscimento. Quindi, i due ragazzi, Dionisofane e sua moglie si recano in città, alla ricerca dei veri genitori di Cloe. Dionisofane sogna Eros che, sotto preghiera delle Ninfe, depone arco e freccia e consente il matrimonio tra Dafni e Cloe purché Dionisofane, radunati in un banchetto tutti gli aristocratici di Militene, mostri loro i segni di riconoscimento di Cloe.
Il giorno dopo così avviene e a riconoscere i segni è un tale Megacle, che subito chiede notizie in proposito a sua figlia. Egli racconta che l'aveva esposta per evitare di crescerla in povertà, sperando che qualcuno, nel santuario delle Ninfe, la adottasse e inoltre racconta di come in sogno gli era apparso che la neonata venisse allevata da una pecora. L'apparizione a quel punto di Cloe conferma questo sogno e infine il gruppo può tornare nella campagna, dove si svolge il matrimonio pastorale tra Dafni e Cloe di fronte alle quattro coppie di genitori, naturali e adottivi, ai parenti di Dorcone, a Fileta con la famiglia, a Cromi e Licenio e al perdonato Lampi e dove l'autore preannuncia il futuro della coppia: vivranno felici e dediti agli dèi Eros, Pan e alle Ninfe e avranno due bambini: Filopemene e Agele. Quindi la scena torna sul presente dove Dafni ha il suo primo rapporto sessuale con Cloe.

## Personaggi

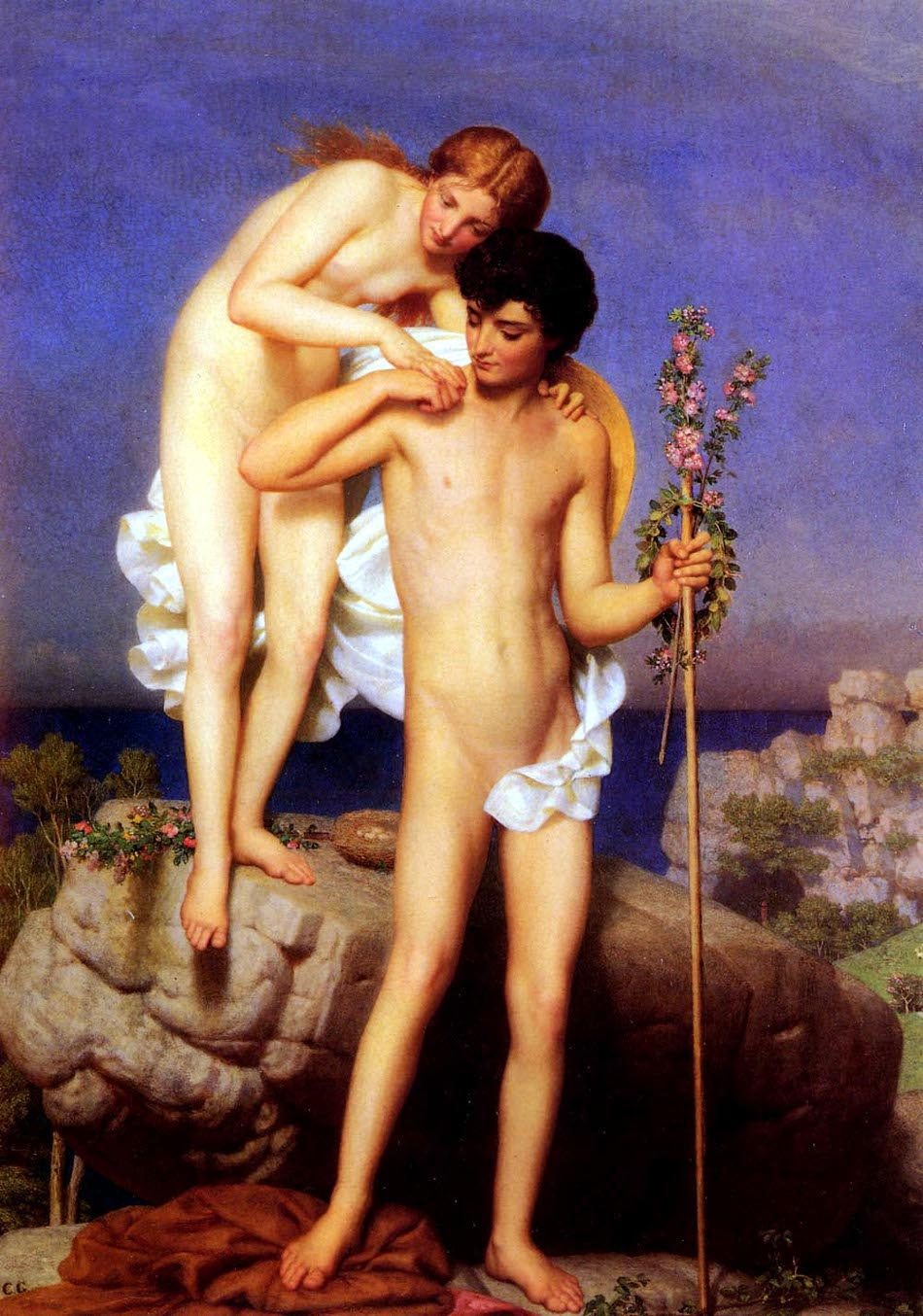
Dafni e Cloe, dipinto di Charles Gleyre (ca. 1850)

- Dafni e Cloe: gli eroi della vicenda
- Driante: pastore di pecore e padre adottivo di Cloe
- Nape: moglie di Driante e madre adottiva di Cloe
- Lamone: capraio che si cura del gregge su commissione del suo padrone Dionisofane e padre adottivo di Dafni
- Mirtale: moglie di Lamone e madre adottiva di Dafni
- Dionisofane: padre naturale di Dafni e padrone di Lamone
- Clearista: moglie di Dionisofane e madre naturale di Dafni
- Megacle: padre naturale di Cloe
- Rode: moglie di Megacle e madre naturale di Cloe
- Astilo: terzogenito di Dionisofane e fratello di Dafni
- Gnamone: parassita di Astilo, omosessuale, s'invaghirà di Dafni
- Dorcone: bovaro pretendente di Cloe, verrà ucciso dai pirati
- Lampi: bovaro invaghito di Cloe che proverà a rapire con la forza
- Fileta: vecchio pastore di Militene
- Titiro: figlio di Fileta
- Amarillide: moglie di Fileta
- Licenio: donna di città, con cui Dafni avrà la sua prima esperienza sessuale
- Cromi: marito di Licenio
- Eudromo: messaggero del padrone
- Eros: viene descritto come più potente di Zeus e più antico di Crono, nonché come il dio che conduce tutti i fenomeni naturali, nel romanzo agisce come motore della vicenda che apparirà talvolta in sogno ai personaggi e una volta sotto forma di un fanciullo nudo a Fileta.
- Le Ninfe: serve di Eros, che aiuteranno più di una volta Dafni nei momenti di disperazione, dandogli dei consigli necessari per la prosecuzione della trama.
- Pan: divinità pastorizia e guerriera. Sotto invocazione delle Ninfe aiuterà Cloe a liberarsi dai razziatori di Metimna.

## Opere derivate
- Un'opera incompiuta di Jean-Jacques Rousseau s'intitola Daphnis et Chloé ed è ispirata al romanzo.
- Il balletto Daphnis et Chloé di Michail Fokin (1912), sulla musica di Maurice Ravel scritta tra il 1909 e il 1912, è ispirato dal romanzo.

## Edizioni
- G. Dalmeyda, Longus, Pastorales (Daphnis et Chloé), Parigi, Les Belles Lettres, 1934 (ristampa 1971).
- M.D. Reeve (ed.), Longus, Daphnis et Chloe, University of Michigan Press, ultima edizione 1998.

## Traduzioni italiane
- Annibal Caro, 1537; oggi edito come Gli amori pastorali di Dafni e Cloe, Forni (collana Biblioteca rara).
- Giovanni Battista Manzini, Gli amori innocenti di Dafni e della Cloe, Bologna, Giacomo Monti, 1643.
- G. Balboni, in: Q. Cataudella (a cura di), Il romanzo antico greco e latino, Firenze, Sansoni, 1981.
- Luigi Silori (a cura di), Gli amori pastorali di Dafni e di Cloe, Roma, Salerno Editrice, 1982.
- Raffaele di Virgilio (a cura di): Longo Sofista, Dafni e Cloe, Milano, Arnoldo Mondadori Editore, 1991 (con testo greco a fronte).
- Anna Laura Burlando (a cura di): Longo Sofista, Le avventure pastorali di Dafni e Cloe, 1998, Garzanti (con testo a fronte).
- M.P. Pattoni (a cura di), Longo Sofista: Dafni e Cloe, Milano, BUR, 2005 (con testo greco a fronte).